# Santo-Pietro-di-Venaco
Santo-Pietro-di-Venaco é uma comuna francesa na região administrativa de Córsega, no departamento da Alta Córsega. Estende-se por uma área de 7,96 km². 